# Wang-eun saranghanda
Wang-eun saranghanda (hangul: 왕은 사랑한다) – południowokoreański serial telewizyjny emitowany na antenie MBC. Serial był emitowany od 17 lipca do 19 września 2017 roku, w poniedziałki i wtorki o 22:00, liczy 32 odcinków. Główne role odgrywają w nim Im Si-wan, Im Yoon-ah oraz Hong Jong-hyun. Powstał w oparciu o powieść o tym samym tytule autorstwa Kim Yi-ryung.

## Obsada

### Główna
- Im Si-wan jako Wang Won
  - Nam Da-reum jako młody Wang Won
- Im Yoon-ah jako Eun San / So-hwa
  - Lee Seo-yeon jako młodaEun San
- Hong Jong-hyun jako Wang Rin
  - Yoon Chan-young jako młody Wang Rin
- Oh Min-suk jako Song-in

### W pozostałych rolach
Rodzina królewska
- Jeong Bo-seok jako Król Chungnyeol, 25. król Goryeo, ojciec Wang Wona
- Jang Young-nam jako księżniczka Wonseong (Qutlugh Kelmysh Beki), żona Chungnyeola i matka Wang Wona
- Kim Byung-chun jako Choi Se-yeon
- Kim Jae-woon jako Hulatai
- Min Young-won jako pani Jo
- Baek Song-yi jako strażniczka księżniczki Wonseong

Otoczenie Wang Wona
- Kim Jeong-wook jako eunuch Kim
- Bang Jae-ho jako Jin-kwan
- Ki Do-hoon jako Jang-ui

Otoczenie Wang Rina
- Kim Ho-jin jako Wang Young, ojciec Wang Rina
- Park Hwan-hee jako Wang Dan, młodsza siostra Wang Rina
- Yoon Jong-hoon jako Wang Jeon, starszy brat Wang Rina

Otoczenie Eun San
- Lee Ki-young jako Eun Young-baek, ojciec Eun San
- Um Hyo-sup jako Lee Seung-hyu, nauczyciel Eun San
- Park Ji-hyun jako Bi-yeon, służąca Eun San
  - Song Soo-hyun jako młoda Bi-yeon
- Kim Jung-hak jako Goo Hyung

Otoczenie Song-ina
- Choi Jong-hwan jako Song Bang-young, kuzyn Song-ina
- Choo Soo-hyun jako Moo Bi
- Park Young-woon jako Moo Suk

Inni
- Ahn Se-ha jako Gae-won
- Kim Kyung-jin jako Yum Bok
- Moon Jeong-soo jako Dol-bae
- Jeon Heon-tae
- Yeom Jae-wook
- Kim Hwa-Yeon
- Lee Han-wi
- Yeom Jae-wook
- Jeong Ji-hoon
- Kim Ki-tak
- Park Hye-jin

## Produkcja
Pierwsze czytanie scenariusza odbyło się 21 grudnia 2016 roku w stacji MBC w Sangam. Zdjęcia rozpoczęły się pod koniec 2016 roku a zakończyły się w czerwcu 2017 roku. W serial zainwestowała chińska firma Tencent. Serial kręcony był m.in. na planie Dae Jang-geum Park.

## Oglądalność
| No. | Data emisji           | Oglądalność | Oglądalność |
| No. | Data emisji           | TNmS        | AGB Nielsen |
| --- | --------------------- | ----------- | ----------- |
| 1   | 17 lipca 2017(dts)    | 8,0%        | 7,8%        |
| 2   | 17 lipca 2017(dts)    | 8,6%        | 8,1%        |
| 3   | 18 lipca 2017(dts)    | 6,0%        | 6,1%        |
| 4   | 18 lipca 2017(dts)    | 6,5%        | 6,4%        |
| 5   | 24 lipca 2017(dts)    | 6,9%        | 7,2%        |
| 6   | 24 lipca 2017(dts)    | 7,0%        | 7,0%        |
| 7   | 25 lipca 2017(dts)    | 7,1%        | 7,0%        |
| 8   | 25 lipca 2017(dts)    | 7,6%        | 7,2%        |
| 9   | 31 lipca 2017(dts)    | 6,5%        | 6,9%        |
| 10  | 31 lipca 2017(dts)    | 7,3%        | 7,8%        |
| 11  | 1 sierpnia 2017(dts)  | 6,5%        | 7,1%        |
| 12  | 1 sierpnia 2017(dts)  | 6,7%        | 6,9%        |
| 13  | 7 sierpnia 2017(dts)  | 6,6%        | 6,6%        |
| 14  | 7 sierpnia 2017(dts)  | 7,0%        | 6,3%        |
| 15  | 8 sierpnia 2017(dts)  | 7,0%        | 7,2%        |
| 16  | 8 sierpnia 2017(dts)  | 7,5%        | 7,2%        |
| 17  | 14 sierpnia 2017(dts) | 7,0%        | 6,5%        |
| 18  | 14 sierpnia 2017(dts) | 7,0%        | 6,6%        |
| 19  | 15 sierpnia 2017(dts) | 6,6%        | 6,5%        |
| 20  | 15 sierpnia 2017(dts) | 6,5%        | 7,4%        |
| 21  | 21 sierpnia 2017(dts) | 7,1%        | 6,5%        |
| 22  | 21 sierpnia 2017(dts) | 7,1%        | 7,0%        |
| 23  | 22 sierpnia 2017(dts) | 7,5%        | 7,2%        |
| 24  | 22 sierpnia 2017(dts) | 8,1%        | 7,7%        |
| 25  | 28 sierpnia 2017(dts) | 7,4%        | 7,4%        |
| 26  | 28 sierpnia 2017(dts) | 7,3%        | 7,4%        |
| 27  | 29 sierpnia 2017(dts) | 8,3%        | 7,9%        |
| 28  | 29 sierpnia 2017(dts) | 8,4%        | 8,1%        |
| 29  | 4 września 2017(dts)  | 7,3%        | 6,7%        |
| 30  | 4 września 2017(dts)  | 6,6%        | 7,0%        |
| 31  | 5 września 2017(dts)  | 7,5%        | 7,6%        |
| 32  | 5 września 2017(dts)  | 7,3%        | 8,6%        |
| 33  | 11 września 2017(dts) | 5,6%        | 5,8%        |
| 34  | 11 września 2017(dts) | 6,3%        | 6,4%        |
| 35  | 12 września 2017(dts) | 6,6%        | 6,6%        |
| 36  | 12 września 2017(dts) | 6,2%        | 7,2%        |
| 37  | 18 września 2017(dts) | 6,1%        | 5,8%        |
| 38  | 18 września 2017(dts) | 6,2%        | 6,8%        |
| 39  | 19 września 2017(dts) | 7,3%        | 7,2%        |
| 40  | 19 września 2017(dts) | 7,6%        | 7,6%        |

## Nagrody i nominacje
| Rok  | Nagroda                | Kategoria                                               | Nominowany           | Wynik     | Źródło |
| ---- | ---------------------- | ------------------------------------------------------- | -------------------- | --------- | ------ |
| 2017 | 10. Korea Drama Awards | Top Excellence Award, Actress                           | Im Yoon-ah           | Nominacja | [ 11 ] |
| 2017 | 2017 MBC Drama Awards  | Nagroda popularności – aktorka                          | Im Yoon-ah           | Nominacja | [ 12 ] |
| 2017 | 2017 MBC Drama Awards  | Serial telewizyjny roku                                 | Wang-eun saranghanda | Nominacja | [ 12 ] |
| 2017 | 2017 MBC Drama Awards  | Golden Acting Award, Actor in a Special Project Drama   | Jeong Bo-seok        | Wygrana   | [ 13 ] |
| 2017 | 2017 MBC Drama Awards  | Najlepszy młody aktor                                   | Nam Da-reum          | Wygrana   | [ 13 ] |
| 2017 | 2017 MBC Drama Awards  | Najlepszy młody aktor                                   | Yoon Chan-young      | Nominacja | [ 14 ] |
| 2017 | 2017 MBC Drama Awards  | Top Excellence Award, Actor in a Monday-Tuesday Drama   | Im Si-wan            | Nominacja | [ 14 ] |
| 2017 | 2017 MBC Drama Awards  | Top Excellence Award, Actress in a Monday-Tuesday Drama | Im Yoon-ah           | Nominacja | [ 15 ] |
| 2017 | 2017 MBC Drama Awards  | Excellence Award, Actor in a Monday-Tuesday Drama       | Hong Jong-hyun       | Nominacja |        |
| 2017 | 2017 MBC Drama Awards  | Excellence Award, Actor in a Monday-Tuesday Drama       | Oh Min-suk           | Nominacja |        |
| 2017 | 2017 MBC Drama Awards  | Excellence Award, Actress in a Monday-Tuesday Drama     | Jang Young-nam       | Nominacja |        |